# Гончаренко, Виктор Владимирович
Виктор Владимирович Гончаренко (21 ноября 1921 — 23 августа 1977) — мастер спорта, неоднократный рекордсмен и чемпион СССР в планерном спорте. Популяризатор планеризма, автор книг о планеризме и авиации.

## Биография
Виктор Владимирович Гончаренко родился 21 ноября 1921 года.
Школьником занимался в планерном кружке. В нём и совершил свой первый подлёт на учебном планере УС-4.
В годы войны окончил СВАПШ (Саратовскую военно-авиационную планерную школу) и стал военным лётчиком-планеристом. Пилотировал транспортные планеры, занимался обучением молодых планеристов, был командиром звена.
В 1952 году закончил Киевскую государственную консерваторию имени Чайковского и поступил певцом-солистом в республиканскую консерваторию. Одновременно с этим занимался в аэроклубе, прыгая с парашютом и летая на самолёте. Позывной "Грач".
- 1960 год, Сумы. 23-и всесоюзные планерные соревнования. По сумме трех упражнения Гончаренко В. В. стал абсолютным чемпионом СССР.
- 1964 год, ЦПАК СССР. 26-е всесоюзные планерные соревнования. Гончаренко В. стал абсолютным чемпионом страны.

Выполняя полёт на планере, погиб 23 августа 1977 года на Горе Клементьева в Крыму. На месте падения установлен памятник.
Сын — Юрий Викторович Гончаренко.
Мастер планерного спорта, неоднократный чемпион и рекордсмен Советского Союза Виктор Гончаренко — человек твердой воли, огромной напористости, влюблённый в планеризм - самый тонкий и острый вид воздушного спорта, — готовый сражаться с каждым, кто мешает его развитию, его расцветуО.К. Антонов, советский авиаконструктор

## Память
Самолёт Як-42Д ОАО «Ижавиа» государственный регистрационный опознавательный знак  RA-42368 носит имя Виктор Гончаренко.